# Architecture & Morality
Architecture & Morality è il terzo album degli Orchestral Manoeuvres in the Dark, pubblicato nel 1981.

## Il disco
L'album comprende nove brani inediti, nel solco dei precedenti lavori per sonorità e stile, tranne The New Stone Age, in cui le tastiere cedono sorprendentemente il passo alla chitarra elettrica. Altra novità fu l'esordio di Paul Humphreys come cantante solista in Souvenir. Il brano Georgia ebbe un'origine travagliata: scritto e scartato (pubblicato solo nel 1988 col titolo Gravity Never Failed) fu interamente sostituito da un altro brano che tuttavia ne conservò il titolo.

Tre singoli furono tratti dall'album: Souvenir, melodico e sognante, Joan of Arc e Joan of Arc (Maid of Orleans) (più noto semplicemente come Maid of Orleans), questi ultimi entrambi ispirati a Giovanna d'Arco. In origine era previsto solo il primo brano; il 30 maggio 1981, nel giorno del 550º anniversario del rogo di Giovanna d'Arco, Andrew McCluskey scrisse di getto il secondo pezzo, la cui parte musicale gioca su sonorità ed echi prolungati, mentre il testo è composto da due sole, incisive, strofe.
Il video ufficiale di Joan of Arc (Maid of Orleans) si apre con un paesaggio innevato, immagine del passato, cui si contrappone il presente di una partita a scacchi in una stanza illuminata dalla luce di un camino. Nel momento in cui McCluskey inizia a cantare appare per incanto la figura di Giovanna d'Arco (interpretata dall'attrice teatrale Julia Tobin) dall'altra parte della scacchiera di Paul Humphreys. In una complessa serie di rimandi simbolici, il video si conclude con la figura di Giovanna d'Arco che cavalca nuovamente, nella neve, oltre i vetri della stanza.
Tutti i tre singoli, adattati per un'esecuzione sinfonica, furono rivisitati ed eseguiti il 20 giugno 2009 insieme alla Royal Liverpool Philharmonic Orchestra e raccolti, unitamente ad altri successi, in uno speciale DVD.

## Esecuzioni dal vivo
La pubblicazione dell'album fu seguito da un tour del Regno Unito e l'Irlanda a partire da novembre 1981  continuando in Europa, compresi tre concerti a Roma, Torino e Reggio Emilia, e negli Stati Uniti fino alla fine di 1982. Il concerto al Theatre Royal Drury Lane di Londra fu ripreso anche in video, trasmesso dalla BBC nel 1982 e successivamente pubblicato in VHS . La registrazione fu anche pubblicata in DVD nel insieme ad un'edizione speciale dall'album in CD nel 2007 .
A maggio e giugno dello stesso anno il gruppo, riformato dopo la scissione del 1989, comincia un breve tour eseguendo l'album intero dal vivo nella prima parte di ogni concerto. Le performance sono state registrate e successivamente pubblicate nel CD e DVD Architecture & Morality & More nel 2008 .
Il 9 marzo 2016 il gruppo tiene un concerto al Royal Albert Hall di Londra con una performance dal vivo di tutti i brani de Architecture & Morality preceduta da un'esecuzione dal vivo dell'album del 1983 Dazzle Ships. Le registrazioni del concerto sono state pubblicate il giorno successivo al concerto in CD e in vinile.

## Tracce
Lato A
1. The New Stone Age  - 3:22
2. She's Leaving  - 3:28
3. Souvenir - 3:39
4. Sealand - 7:47

Lato B
1. Joan of Arc  - 3:48
2. Joan of Arc (Maid of Orleans) - 4:12
3. Architecture & Morality  - 3:43
4. Georgia - 3:24
5. The Beginning and the End  - 3:48

Bonus track edizione 2003
1. Telegraph (The Manor Version 1981) – 4:16
2. Motion And Heart (Amazon Version) – 3:07
3. Sacred Heart – 5:12
4. The Romance Of The Telescope – 3:22
5. Navigation – 3:00
6. Of All The Things We've Made – 3:25
7. Gravity Never Failed – 3:26